# ویلامانیا
ویلامانیا (به ایتالیایی: Villamagna) یک کومونه در ایتالیا است که در استان کییتی واقع شده‌است. ویلامانیا ۱۲٫۷۳ کیلومتر مربع مساحت و ۲٬۴۵۸ نفر جمعیت دارد و ۲۵۵ متر بالاتر از سطح دریا واقع شده‌است.